# Propimelodus
Propimelodus is een geslacht van straalvinnige vissen uit de familie van de antennemeervallen (Pimelodidae).

## Soorten
- Propimelodus araguayae Rocha, de Oliveira & Rapp Py-Daniel, 2007
- Propimelodus caesius Parisi, Lundberg & DoNascimiento, 2006
- Propimelodus eigenmanni (Van der Stigchel, 1946)